# Liste der Passagen in Braunschweig

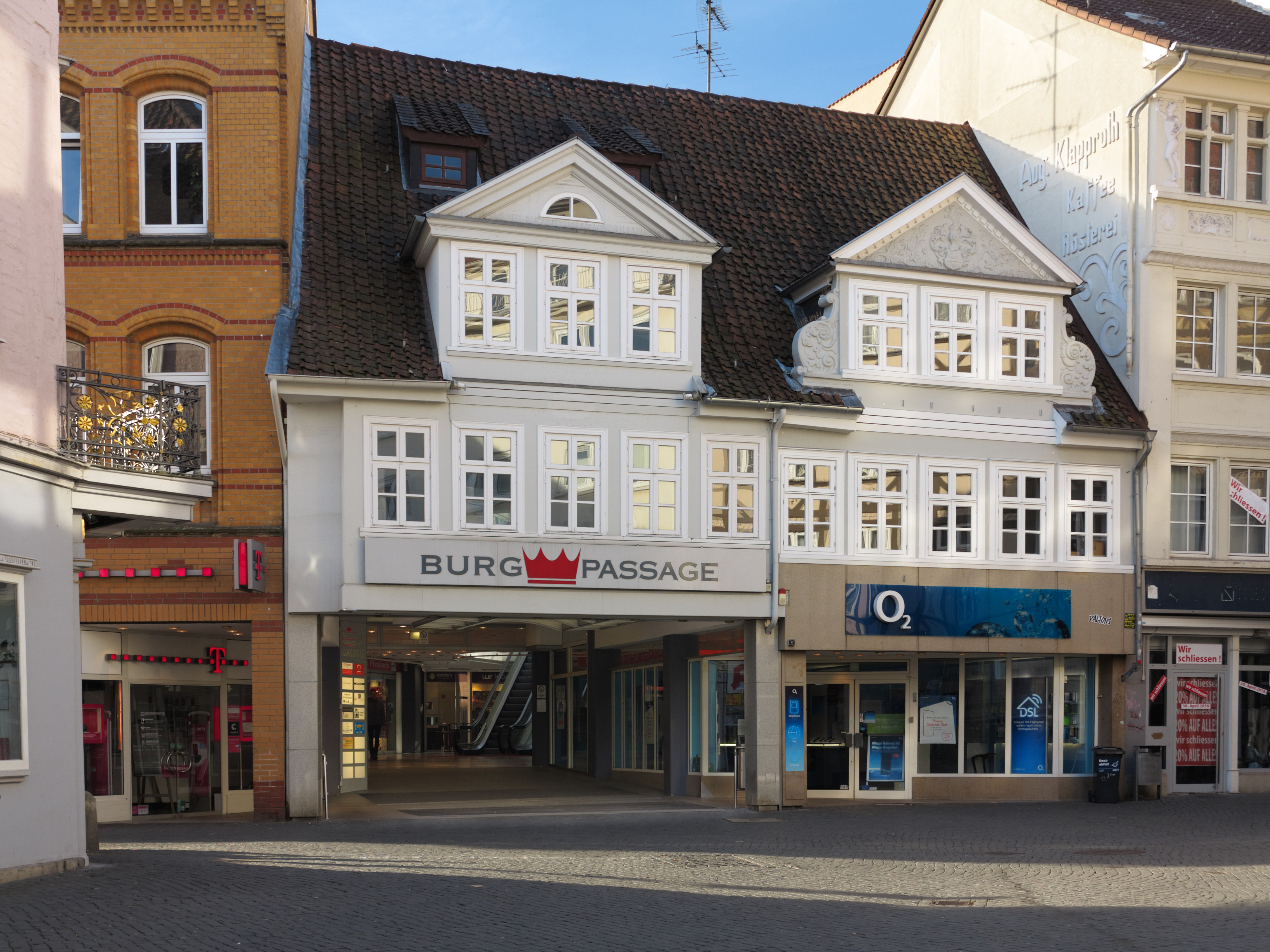
Eingang zur Burgpassage (2018)

Die Liste der Passagen in Braunschweig enthält alle früheren und gegenwärtigen Passagen im Stadtgebiet von Braunschweig. Die Braunschweiger Passagen entwickelten sich größtenteils in der zweiten Hälfte des 20. Jahrhunderts, zum einen als Ladenpassagen mit modernen Geschäften, aber auch als Durchgänge durch Ladenzeilen und zu Innenhöfen. Eine Ausnahme bildet der Handelsweg, der schon weitaus früher entstand. Die Nutzung der Passagen ist Fußgängern vorbehalten.

## Übersicht
| Name                                    | Geschichte | Bild                                       |
| --------------------------------------- | --- | ------------------------------------------ |
| Brawopark-Passage ⊙                     | Kurze Passage im Brawopark, als Durchgang zum Brawopark Shopping Center. | Die Brawopark Passage                      |
| Brüningpassage ⊙                        | Benannt nach Brünings Saalbau, der wiederum nach dem Braunschweiger Unternehmer Louis Brüning benannt wurde, der sich an der Straße Damm 16 befand. Eröffnung im September 1951. Verband den Damm mit der Schlosspassage. Heute nicht mehr existent. |                                            |
| Burgpassage ⊙                           | Verbindet die den Hutfiltern mit der Schuhstraße. Benannt nach der Burg Dankwarderode. Die Passage entstand nach Aufgabe des Pressehauses der Braunschweiger Zeitung im Gebäude Hutfiltern 8 im Jahr 1981. Am 12. Mai 1982 wurde der Grundstein gelegt. Am 24. März 1983 eröffnete die Passage und war mit 145 Metern die damals längste überdachte Einkaufsstraße in Braunschweig. Seit Mitte 2018 steht die Passage leer. Geplant war ursprünglich der Abriss der Passage. An ihrer Stelle sollte die Burggasse entstehen. Der Bauträger Development Partner ist aber mittlerweile insolvent. Die Zukunft der Burgpassage damit ungewiss. | Die Burgpassage: Leerstand seit Mitte 2018 |
| Dammpassage ⊙                           | Benannt nach dem Damm. Verband den Damm mit der Schlosspassage. Erbaut zwischen 1969 und 1970. Heute nicht mehr existent. |                                            |
| Dompassage ⊙                            | Verbindet die Schuhstraße mit der Straße Kleine Burg. Benannt nach dem Braunschweiger Dom. | In der Dompassage                          |
| Friedrich-Wilhelm-Passage ⊙             | Verbindet die Friedrich-Wilhelm-Straße mit dem Bankplatz und dem Ziegenmarkt. Benannt nach der Friedrich-Wilhelm-Straße, die wiederum nach dem Braunschweigischen Herzog Friedrich Wilhelm benannt wurde. Auch als City-Passage bezeichnet. Entstand 1955. Am 9. August 1957 wurde das neu errichtete City-Filmtheater eröffnet, das 2009 geschlossen wurde. | In der Friedrich-Wilhelm-Passage           |
| Gerichtspassage ⊙                       | Zweigt von der Münzstraße ab. Entstand von 1968 bis 1969 und sollte bis zur Straße Kleine Burg führen, wurde aber nie zu Ende durchgeführt. Benannt nach dem Landgericht Braunschweig, das sich in der Münzstraße befindet. | In der Gerichtspassage                     |
| Handelsweg ⊙                            | Verbindet die Breite Straße mit der Gördelingerstraße. Hieß früher Sedanbazar (benannt nach der Schlacht von Sedan während des Deutsch-Französischen Krieges). 1872 wurde die neugebaute neogotische Passage eröffnet und ist damit älteste Passage der Stadt. An ihrer Stelle befand sich zuvor der Neue Hof, der 1870 verkauft und abgerissen wurde. Das ursprünglich vorhandene Glasdach wurde im Zweiten Weltkrieg beschädigt und nicht wieder errichtet. | Der Handelsweg                             |
| Hansemannpassage ⊙                      | Zweigt von der Straße Schild ab. Verband ursprünglich den Schild mit dem Einkaufszentrum City-Point. Benannt wurde die Passage nach dem früher dort ansässigen Einrichtungshaus Hansemann. | Die Hansemannpassage                       |
| Löwenpassage ⊙                          | Verbindet die Straße Hintern Brüdern mit der Langen Straße. | In der Löwenpassage                        |
| Magnipassage ⊙                          | Befindet sich im Haus Ölschlägern 36/38 im Magniviertel, nach dem sie benannt wurde. Verbindet den Ölschlägern mit der Langedammstraße. Eröffnung am 8. September 1984. | Die Magnipassage                           |
| Matthiesenpassage ⊙                     | Verbindet den Hagenmarkt mit der Stecherstraße. Benannt wurde die Passage nach dem früher dort ansässigen Modehaus Matthiesen. | Die Matthiesenpassage                      |
| Packhofpassage ⊙                        | Passage im Welfenhof. Verbindet die Straße Schild mit der Küchenstraße und der Jöddenstraße. Wird auch als Welfenpassage bezeichnet. 1982 eröffnet, benannt nach dem Packhof, der sich dort bis zu seiner Zerstörung im Zweiten Weltkrieg befand. | Packhofpassage                             |
| Passage im Einkaufszentrum Elbestraße ⊙ | Weststadt | In der Passage Elbestraße                  |
| Passage im Einkaufszentrum Heidberg ⊙   | Einkaufspassage wurde am 17. Dezember 2005 nach zwei Jahren Bauzeit eingeweiht. |                                            |
| Passage Hagenbrücke ⊙                   | Kurze Passage zwischen Hagenbrücke und Litolffweg mit der ehemaligen Markthalle. | Die Passage Hagenbrücke                    |
| Passagen in den Schloss-Arkaden ⊙       | Mehrere Passagen durch das Einkaufszentrum Schlossarkaden. In den ursprünglichen Planungen waren für die Passagen u. a. die Namen Museumspassage und Theaterpassage vorgesehen, jedoch wurden diese Pläne nie umgesetzt. |                                            |
| Passagen im Schlosscarree ⊙             | |                                            |
| Schlosspassage ⊙                        | Verbindet den Bohlweg mit der Münzstraße. Am 1. Oktober 1949 eröffneten die ersten Geschäfte und Ende Oktober 1949 wurde die Passage fertiggestellt. Die ursprünglich geplante Überdachung wurde nicht umgesetzt. | In der Schloßpassage                       |
| Steinwegpassage ⊙                       | Die Steinwegpassage verlief zwischen Bohlweg und Steinweg. Heute nicht mehr existent. Erbaut von 1957 bis 1958. Am 1. Oktober 1959 eröffnete in der Passage das Schimmel-Haus mit Konzertsaal. Bis 1983 befand sich im selben Gebäude das Studio Braunschweig des Norddeutschen Rundfunks. Die Abrissarbeiten für die Passage begannen am 15. Januar 2007. An seiner Stelle entstand das neue Gesundheitszentrum Schlosscarree mit überdachten Passagen. |                                            |